# Topolovnik
Topolovnik (cyr. Тополовник) – wieś w Serbii, w okręgu braniczewskim, w gminie Veliko Gradište. W 2011 roku liczyła 832 mieszkańców.